# Hitar, Skole
Hitar (în ucraineană Хітар) este localitatea de reședință a comunei Hitar din raionul Skole, regiunea Liov, Ucraina.

## Demografie
Componența lingvistică a localității Hitar
     Ucraineană (98,94%)
     Alte limbi (1,07%)
Conform recensământului din 2001, majoritatea populației localității Hitar era vorbitoare de ucraineană (98,94%), existând în minoritate și vorbitori de alte limbi.